# Jas M. Morgan
Jas M. Morgan es una persona indígena canadiense profesional de la escritura que ganó el Premio Dayne Ogilvie para escritores LGBTQ emergentes en 2019.
Morgan, de ascendencia Cree, Ojibwa y Métis, ha formado parte del profesorado del Departamento de Inglés de la Universidad de Ryerson hasta enero de 2024. También es estudiante de doctorado en historia del arte en la Universidad McGill y parte del equipo editor de arte indígena de la revista Canadian Art. Su primer libro, Nîtisânak, se publicó en 2018 y fue nominado al Premio Literario Lambda de Memorias o Biografía Lésbica en la 31.ª edición de los Premios Literarios Lambda, y al Premio Voces Indígenas de literatura en lengua inglesa.
Anteriormente, ha trabajado en la edición de mâmawi-âcimowak, una revista de arte indígena. Sus escritos también han aparecido en GUTS, Malahat Review, Teen Vogue, Room y otras publicaciones populares. En 2019 fue una de las personas lectoras del Premio CBC de No Ficción. Además, Morgan ha participado en el comisariado de la Conferencia de Revistas Literarias y Artes de 2019.
Morgan forma parte del equipo de producción ejecutiva de KIN, una serie web sobre personas indígenas del colectivo LGBT+ que viven en la ciudad.
Hasta 2023, formó parte del equipo directivo de cultura del Yellowhead Tribal College. En enero de 2024, Morgan publicó en su web que había dejado de colaborar con el Yellowhead Institute, según Morgan: "experimenté muchos conflictos en mi trabajo para YI durante todo mi trabajo. Mi imagen se utilizó para que TMU Arts y YI pudieran aparentar un progreso que, en realidad, no existía. Los 'Estudios Indígenas' no existen en TMU."
Morgan es una persona de género no binario y utiliza pronombres neutros.

## Premios
- Premio Dayne Ogilive, Writers' Trust of Canada (2019) [11]
- Finalista por nîtisânaken la categoría Memorias/Biografías Lésbicas del Premio Literario Lambda (2019) [11]
- Finalista por nîtisânak de prosa publicada en Inglés del Premio Literario Voces Indígenas (2019) [11]
- Nominación por nîtisânak, Premio al Primer Libro de la Universidad de Concordia y Premio de la Federación de Escritores de Quebec (2019)[11]
- Nominación por la publicación Canadian Art Kinship editada por Morgan, Mejor Paquete Editorial de los National Magazine Awards (2018).[13]
- Mejor Paquete Editorial Digital, “Sex Ed: Beyond the Classroom” en The Walrus: Digital Publishing Awards de la National Media Awards Foundation (2019).[14]